# Motown

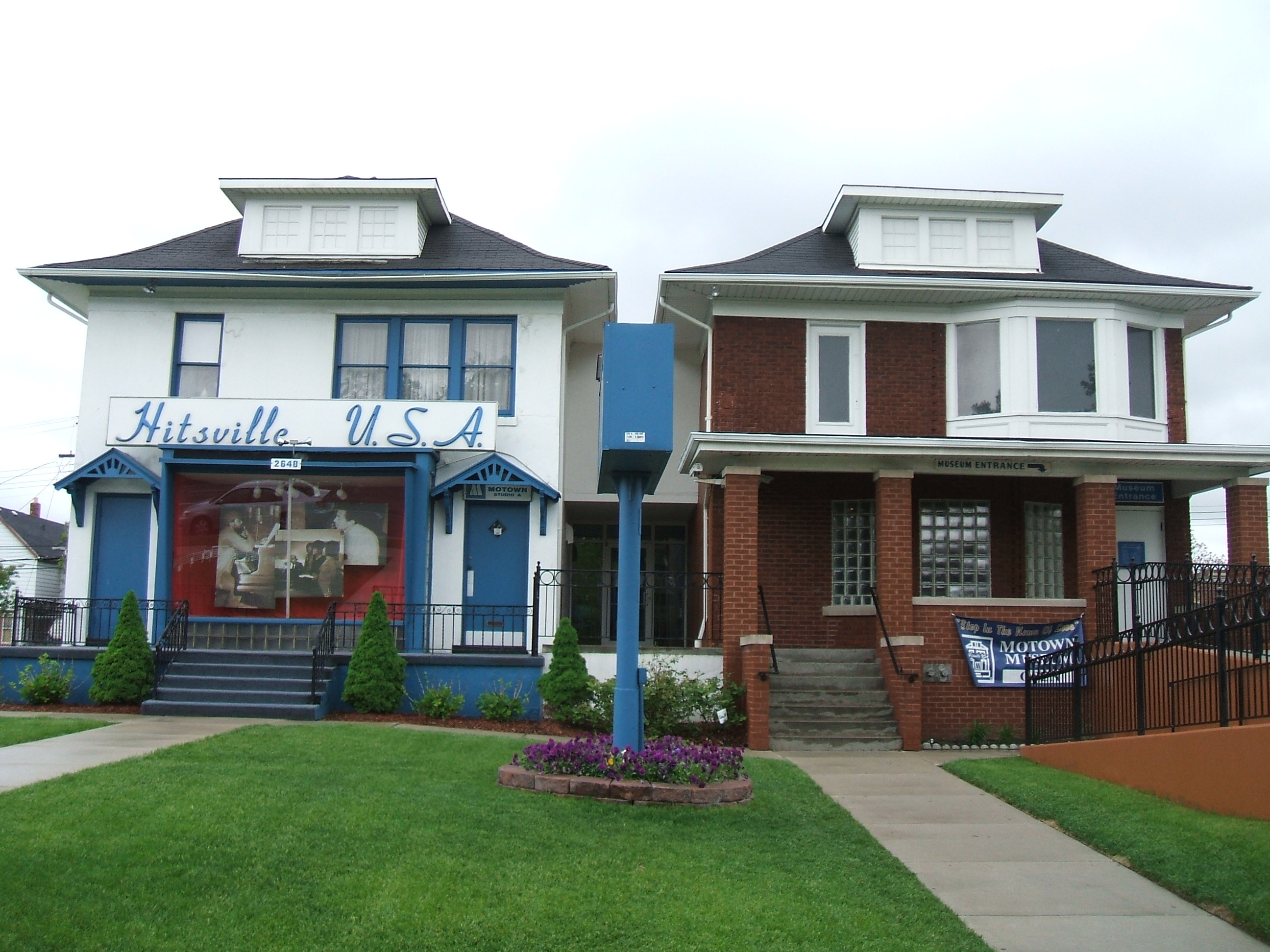
Das Motown-Studio, Detroit, USA

Motown (1960 eingetragen als Motown Record Corporation) ist ein US-amerikanisches Musiklabel, das im Januar 1959 unter dem Namen Tamla Record Company von Berry Gordy Jr. in Detroit, Michigan, gegründet wurde. Außerhalb der USA ist es teilweise auch als Tamla-Motown bekannt. Das Unternehmen machte sich vor allem durch die Produktion und den Vertrieb von R&B-, Soul- und Pop-Musik einen Namen, hatte aber stets auch Künstler aus anderen Genres unter Vertrag. 1988 wurde das Unternehmen an die MCA/Universal verkauft und ist heute im Besitz des Major-Labels Universal Music Group. Der Firmensitz der Motown Record Corporation ist seit 2014 in Los Angeles.
„Motown“ ist ein Kofferwort aus Motor und Town, eine Anspielung auf die Autostadt Detroit.

## Geschichte

### 1959–1972
Berry Gordy Jr. begann seine Karriere 1957 als Songschreiber für Detroiter Musiker wie Jackie Wilson und The Matadors. Seine erste erfolgreiche Komposition war Reet Petite im August 1957 für Jackie Wilson, die Rang 62 der US-Pop-Hitparade erreichte. Beeinflusst durch seinen ersten Top-10-Hit im November 1958 – Gordy war Mitautor von Wilsons Lonely Teardrops – und der Erkenntnis, dass man in der Musikindustrie durch Produktion und Vertrieb unter Vertrag stehender Künstler Geld verdienen kann, gründete er am 12. Januar 1959 mit einem Startkapital von 800 US-Dollar sein erstes Musiklabel Tamla Records.
Die ersten Musiker, die er mit dem Darlehen seiner Familie unter Vertrag nahm, waren die Matadors, die sich daraufhin in The Miracles umbenannten. Der Leadsänger der Miracles, Smokey Robinson, wurde Vizepräsident der neuen Firma, und auch einige Familienmitglieder Gordys, darunter seine Schwester Gwen und sein Vater Berry Sr., wirkten bei Entscheidungen mit. Tamlas erste Veröffentlichung im Gründungsjahr war Marv Johnsons Come to Me, das im Februar 1959 im United Sound Studio eingespielt wurde. Unter den von Tamla vertretenen Künstlern befanden sich u. a. Mable John, Mary Wells und Barrett Strong. Der erste Hit der Firma war 1959 Barrett Strongs Money (That’s What I Want), der Platz 2 der Billboard-R&B-Charts erreichte. Der Hit war die erste Aufnahme im eigenen Tonstudio, das in einem von Gordy erworbenen Haus eingerichtet wurde.
Zuvor hatte Gordy im August 1959 für 10.500 Dollar ein Einfamilienhaus in Detroit (2648 West Grand Boulevard) gekauft und daran ein Schild mit der Aufschrift Hitsville U.S.A. angebracht. Das Fotolabor im Erdgeschoss wurde zum Aufnahmestudio (Studio A, genannt „Snakepit“), umgebaut, und die Familie zog in den 2. Stock des Hauses. Das 1960 gegründete Schwesterlabel Motown Records – aufgrund der Assoziation zu Motor City, dem Spitznamen Detroits – wurde mit Tamla Records am 14. April 1960 verschmolzen und zur Mutterfirma Motown Record Corporation umbenannt. Dieser gehörten neben Tamla und Motown später auch noch Gordy Records und viele kleinere Labels (V.I.P., Melody, Soul) an. Innerhalb weniger Jahre kaufte die Firma mehrere benachbarte Häuser und brachte dort Büros und diverse Studios unter. 1968 zog man in die Detroiter Innenstadt um; nur das Studio A., das von 1959 bis 1972 rund um die Uhr für Aufnahmen offenstand, wurde weiterhin genutzt.

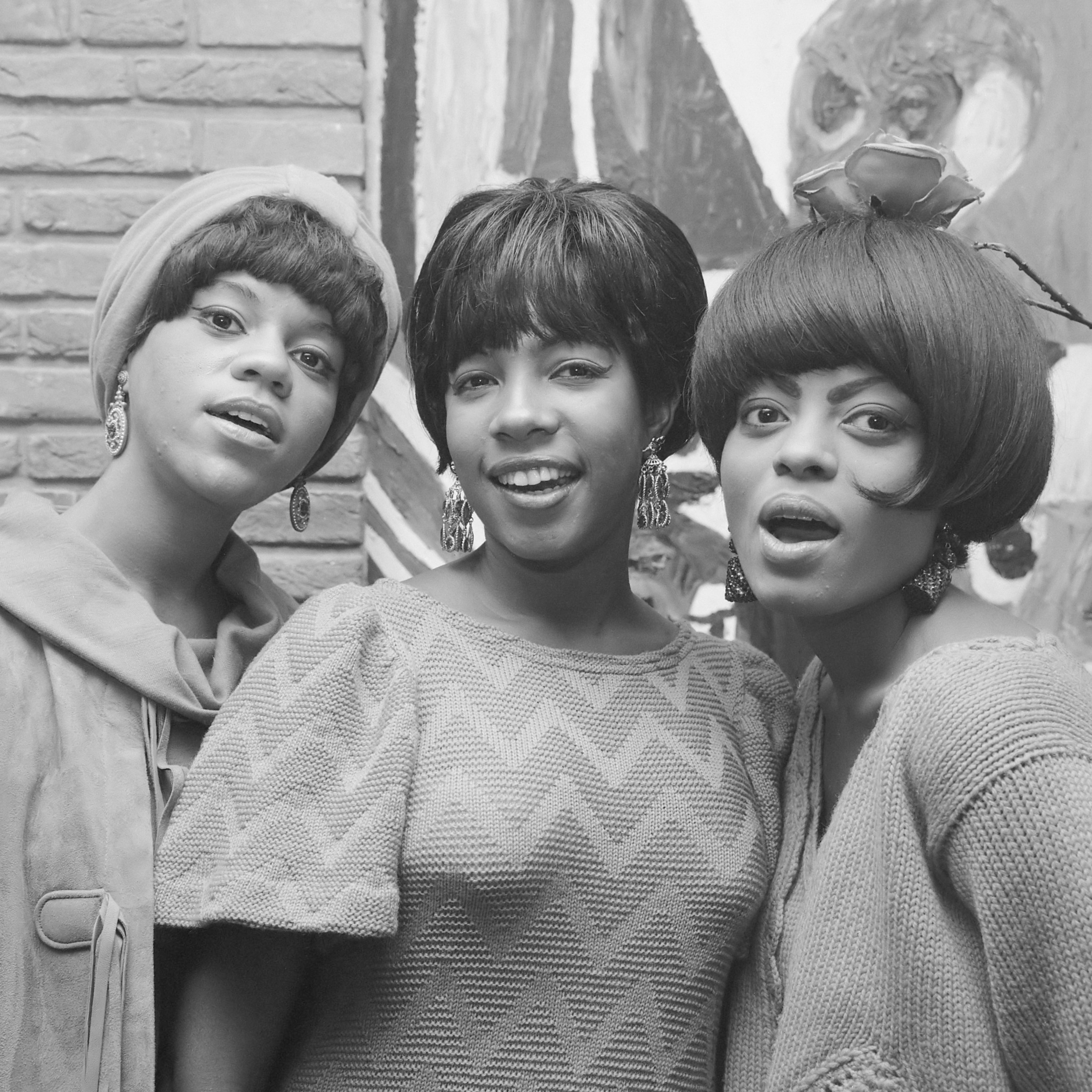
The Supremes: Florence Ballard, Mary Wilson und Diana Ross (1965), (v.l.n.r)

Shop Around von den Miracles erreichte am 16. Januar 1961 den 2. Platz der Billboard-Hot-100-Charts und war Motowns erste Platte, die sich mehr als eine Million Mal verkaufte. Im Laufe des Jahres unterschrieben The Supremes mit Diana Ross, der elfjährige Little Stevie Wonder und die Temptations bei der jungen Firma. Im Dezember bescherten The Marvelettes der Firma ihren ersten Nummer-eins-Hit in den Billboard Charts, Please Mr. Postman. Die Motown-Künstler, darunter auch Marvin Gaye, belegten in den 1960er Jahren die Spitzenplätze der Verkaufslisten und übten großen Einfluss auf die Musik, ebenso wie die Firma auf die Musikindustrie, aus. Hinter den Erfolgen standen vor allem Songschreiber und Produzenten wie William Mickey Stevenson, Norman Whitfield und das Erfolgstrio Holland–Dozier–Holland.
Fünf Jahre nach dem ersten Nummer-eins-Hit eröffnete Gordy eine Motown-Filiale in Hollywood, um dort seine Künstler zu Fernseh- und Filmstars aufzubauen und zeitgleich Soundtracks zu veröffentlichen. Dieser Schritt wurde ihm von vielen Seiten übel genommen, denn die Kommerzialisierung war der Musik anzuhören. Die größte internationale Sensation waren die Jackson Five, deren Star Michael Jackson 1970 mit nur elf Jahren der jüngste Nummer-eins-Sänger der Geschichte wurde. Keine andere Band verkaufte in den frühen 1970ern mehr Platten, und schließlich wurden sie der erfolgreichste R&B-Act des Jahrzehnts. Von 1961 bis 1971 hatte Motown 110 Top-10-Hits. In den späten 1960er Jahren bewarb sich die Firma selbst mit „The Sound of Young America“, der schwarze wie weiße Jugendliche gleichermaßen zu begeistern wusste.

### 1972–1998

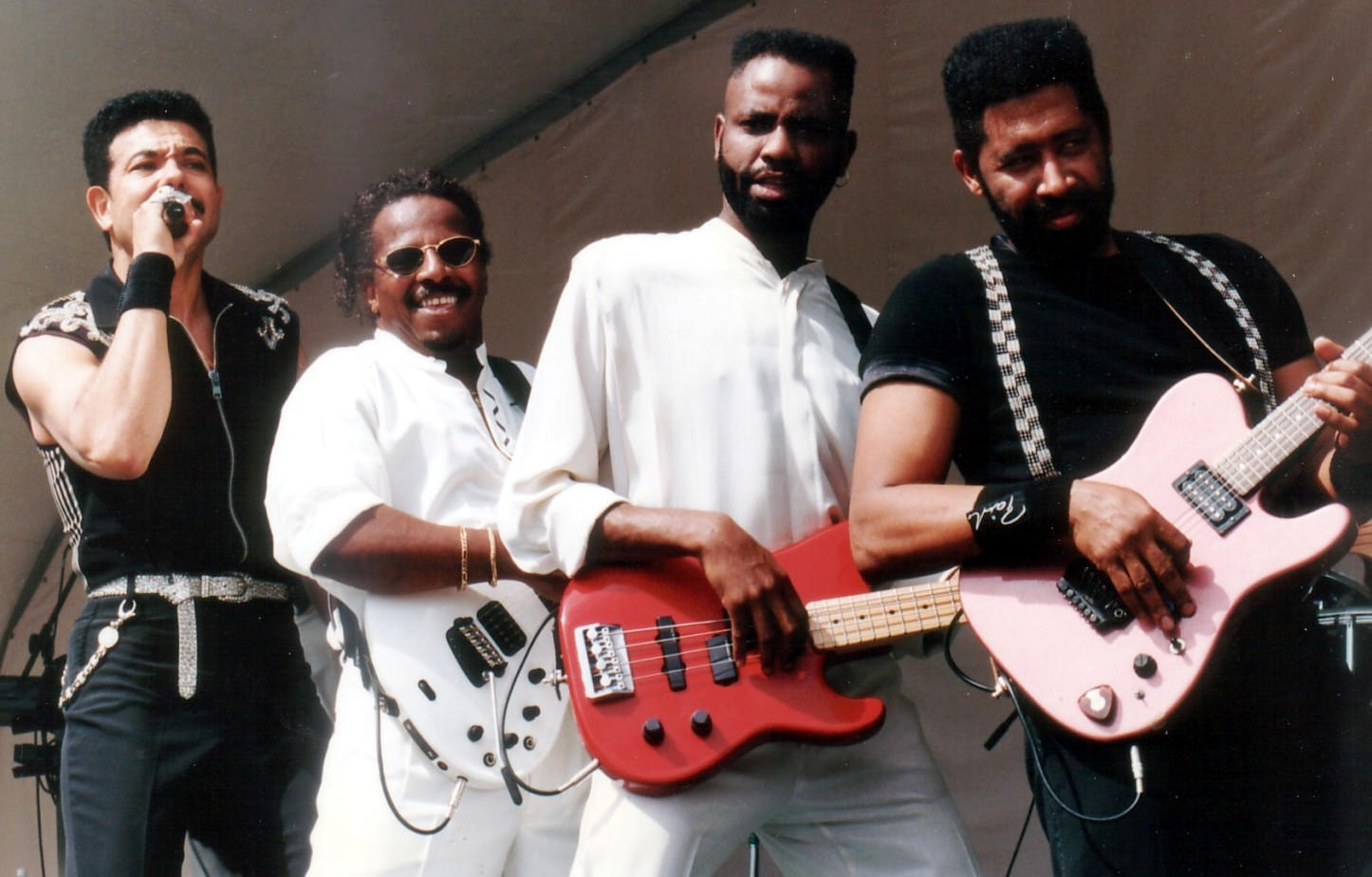
The Commodores

Nachdem die erfolgreichen Songschreiber Brian Holland, Lamont Dozier und Eddie Holland Motown während eines im August 1967 beginnenden Rechtsstreits über die Verteilung von Tantiemen verlassen hatten, sanken die Qualität der Musik und die Häufigkeit von Nummer-eins-Hits. Trotzdem hatte Motown in den 1970ern und 1980ern noch eine Reihe erfolgreicher Musiker unter Vertrag, etwa Lionel Richie und The Commodores, Rick James, Teena Marie und DeBarge.
1972 wurde der Firmensitz von Detroit nach Los Angeles verlegt, um von dort ins Filmgeschäft einzusteigen. Motown war am Film Lady Sings the Blues mit Diana Ross in der Hauptrolle beteiligt, der für mehrere Oscars nominiert war. Außerdem erschienen u. a. Mahogany, The Wiz, Thank God It's Friday und The Last Dragon, die allerdings nicht an den großen Erfolg anknüpfen konnten.
Ab Mitte der 1980er fuhr die Firma kontinuierlich Verluste ein, und im Juni 1988 sah sich Gordy gezwungen, sein Lebenswerk für 61 Mio. US-Dollar an MCA/Universal und Boston Ventures zu verkaufen. Die Label Motown, Tamla und Gordy wurden unter dem Namen Motown zusammengelegt.

Boyz II Men (1995)

Obwohl Motown in den 1990ern durch Künstler wie Boyz II Men und Johnny Gill wieder an die Spitze der Charts kam, schaffte es die Firma nicht aus der wirtschaftlichen Krise. Ein Personalkarussel von Geschäftsführern, angefangen mit dem von der MCA ernannten direkten Nachfolger Gordys, Jheryl Busby, übernahm die Leitung. Laut Busby schenkte die MCA Motowns Produkten nicht genügend Aufmerksamkeit und vernachlässigte die Vermarktung. 1991 klagte sich Motown aus dem Vertriebsvertrag mit der MCA und vergab den Vertrieb an Polygram. PolyGram kaufte Motown zwei Jahre später von Boston Ventures. 1994 wurde Busby durch Andre Harrell (Uptown Records) ersetzt. Harrell blieb nur weniger als zwei Jahre Geschäftsführer, da man ihm Führungsschwäche vorwarf. Die Geschäfte wurden von Danny Goldberg, Leiter von PolyGrams Mercury-Records-Gruppe, und George Jackson weitergeführt.

### 1998–2006
1998 nahm Motown populäre Künstler wie 702, Brian McKnight und Erykah Badu in seinen Katalog auf, dafür verließen Diana Ross und Smokey Robinson das Label im folgenden Jahr. Im Dezember 1998 wurde PolyGram von Seagram übernommen und Motown in die Universal Music Group (UMG) integriert. Bei UMG erwog man kurze Zeit, das ins Trudeln geratene Traditionslabel aufzugeben, entschied sich aber, es neu zu strukturieren. Kedar Massenburg, ein Produzent von Erykah Badu, wurde neuer Geschäftsführer und verantwortete die erfolgreichen Veröffentlichungen von Badu, McKnight, Michael McDonald und India.Arie. 2005 folgte Sylvia Rhone, frühere Geschäftsführerin von Elektra Records. Motown wurde im März 2004 mit Universal Records zur Universal Motown Records Group verschmolzen, einem Dachlabel der UMG, das die Veröffentlichungen und Kataloge von Motown, Universal, Blackground, Republic Records, Cash Money, Casablanca und anderen Labels betreut.
Der Katalog Motowns im Jahr 2006 umfasste u. a. die R&B-Sänger India.Arie, Erykah Badu, Mýa, Kem und Yummy Bingham, die Schauspielerin und Pop-Sängerin Lindsay Lohan, die Reggae-Sänger Damian und Stephen Marley und die Rapper Trick-Trick und Nick Cannon. Stevie Wonder ist der letzte Künstler aus Motowns Classic-Zeit, der dem Label erhalten blieb.

## Hitsville U.S.A.

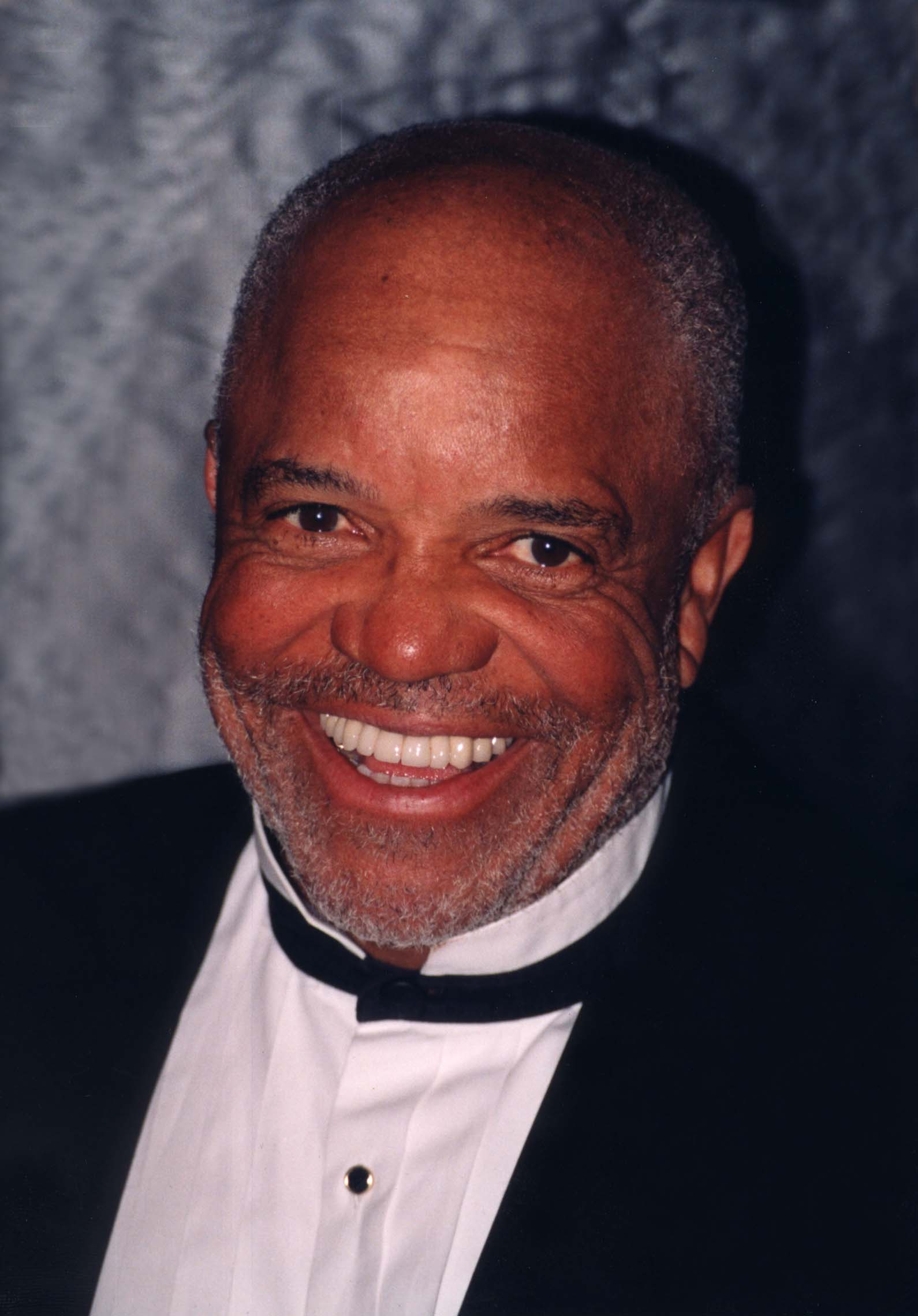
Berry Gordy (1998)

Der Abschnitt beschreibt das Firmen- und Erfolgskonzept aus Motowns sogenannter Classic-Periode in der Zeit von 1959 bis 1972.

### Entwicklung und Aufbau von Künstlern
Die Entwicklung junger Musiker war ein Hauptbestandteil von Motowns Geschäft. Die Künstler der Firma waren gepflegt, gut gekleidet und glänzten mit anspruchsvollen Choreografien bei Liveauftritten. Man schärfte ihnen ein, dass ihr Durchbruch in den von weißen dominierten Charts auch andere afroamerikanische Musiker in ihrer Entwicklung unterstützen würde. Die Musiker sollten denken, sprechen, handeln und gehen wie Adlige, um das schlechte Image und die Vorbehalte gegenüber schwarzen Musikern bei der weißen Bevölkerung zu entkräften. Da viele der jungen Talente aus einfachen Verhältnissen stammten und oft nicht über grundlegende soziale Fähigkeiten verfügten, waren Motowns Bemühungen nicht nur vorbildlich, sondern kreierten auch einen eigenen eleganten Stil, den man lange Zeit mit der Firma verband.
Vor allem viele junge Motown-Künstler nahmen an der alljährlichen Labeltour Motortown Revue teil, die zuerst im Chitlin’ Circuit (sichere Auftrittsorte für schwarze Künstler während der Rassentrennung) und später in vielen Teilen der Welt sehr populär war. Die Touren ermöglichten es den Musikern, ihren Auftritten den nötigen Feinschliff zu geben und von erfahreneren Kollegen zu lernen.

### Entstehungsprozess der Motown-Hits
Berry Gordy setzte auf wöchentliche Besprechungen zur Qualitätskontrolle und behielt sich ein Vetorecht bei künstlerischen Entscheidungen vor, um sicherzustellen, dass nur Titel mit Hitpotenzial veröffentlicht wurden. Jede Neuveröffentlichung musste in eine Reihe mit den Top 5 der meistverkauften Pop-Singles der Woche passen.
Viele der bekanntesten Motown-Stücke, wie sämtliche frühen Hits der Supremes, wurden vom Trio Holland–Dozier–Holland verfasst. Andere wichtige Produzenten und Texter von Motowns Hitsville-Studios waren Norman Whitfield & Barrett Strong, Nickolas Ashford & Valerie Simpson, Frank Wilson, Motown-Sänger Smokey Robinson, Marvin Gaye und Stevie Wonder sowie Gordy selbst.

Die vielen Musiker und Produzenten von Motown arbeiteten in verschiedenen Zusammensetzungen an der Produktion zahlreicher Hits, trotzdem wird der Entstehungsprozess oft als Fließbandarbeit, vergleichbar mit dem Brill Building, beschrieben. Die Hitsville-Studios standen 24 Stunden am Tag offen für Musiker, die teilweise wochenlang auf Tour waren, zurück nach Detroit kamen, um so viel Neues wie möglich aufzunehmen, und anschließend sofort weitertourten.

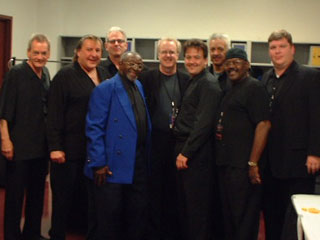
The Funk Brothers im Dezember 2006

### The Funk Brothers
Siehe auch: The Funk Brothers.
Neben den Songschreiberqualitäten der oben genannten waren die Funk Brothers, eine feste Gruppe von Studiomusikern, für den typischen Motown-Sound verantwortlich. Unter den Instrumentalisten waren Earl Van Dyke, Johnny Griffith und Joe Hunter am Klavier und Keyboard, Joe Messina, Robert White und Eddie Willis an der Gitarre, Eddie Bongo Brown und Jack Ashford am Vibraphon und an den Percussions, Uriel Jones, Richard Pistol Allen und Benny Papa Zita Benjamin am Schlagzeug und die Bassisten James Jamerson und Bob Babbitt.
Der Dokumentarfilm Standing in the Shadows of Motown aus dem Jahr 2002 beschreibt Arbeit und Laufbahn der bis dahin weitestgehend unbekannten Band.

### Bedeutung
Berry Gordy Jr. schrieb amerikanische Musikgeschichte, denn erstmals stellte der Erfolg schwarzer Künstler den ihrer weißen Kollegen in den Schatten – „The Sound of Young America“ eroberte den Kontinent und machte Gordy zum Millionär. Der Sound von Motown galt als mehrheitsfähig. Er war im Gegensatz zu vielen anderen kleineren Soullabels sehr harmonisch, oft geradezu kitschig. Bis auf eine einzige Ausnahme, den Tenorsaxophonisten Jr. Walker, standen Gesangssolisten und -ensembles im Brennpunkt des Interesses, die begleitenden Bands und Instrumentalmusiker (siehe: The Funk Brothers) blieben völlig unbekannt. Durch dieses Erfolgsrezept konnte man sich auch eine große weiße Käuferschicht erschließen. Dieser massenkompatible Sound gab später einem ganzen Genre, dem Motown-Sound, den Namen.

## Motown-Sound

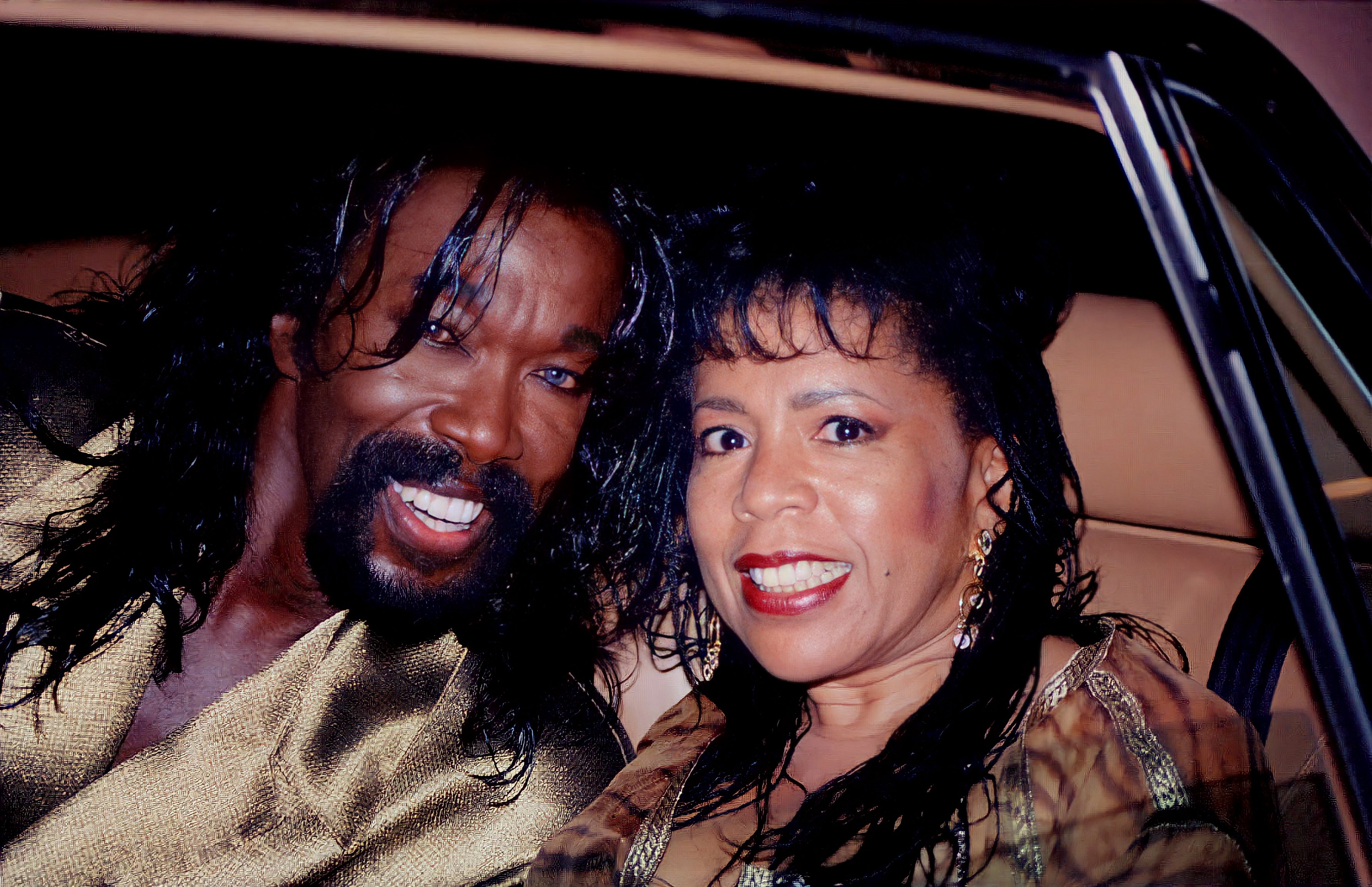
Ashford & Simpson (2000)

Der Begriff Motown-Sound ist durch die Fachpresse geprägt worden. Er suggeriert die Homogenität der Musikproduktion beim Schallplattenkonzern Tamla Motown Records, die es in absoluter Form nicht gegeben hat. Dennoch weisen die Schallplattenaufnahmen einige Gemeinsamkeiten auf, die ein einheitliches Klangbild bei einem Großteil der produzierten Aufnahmen erkennen lassen. Das beginnt mit einem für alle Aufnahmen eingesetzten konzerneigenen Tonstudio, dem im Hitsville-Haus (2648 West Grand Boulevard) eingerichteten „Studio A“. Hier wurden zwischen 1959 und 1973 beinahe im 24-Stunden-Betrieb die gesamte Woche über sämtliche Plattenaufnahmen für den Motown-Konzern produziert. Einheitliche Produzenten waren meist die Komponisten-/Autoren-Teams Holland/Dozier/Holland, Whitfield/Strong oder Ashford/Simpson, die mit ihren Kompositionen und Produktionen ebenfalls den Motown-Sound prägten. Ferner sind die fast immer gleichen Studiomusiker der Funk Brothers mit ihrer besonderen Instrumentierung ein wichtiger Bestandteil dieses Sounds. Motowns Markenzeichen waren nämlich auch die bekannten Saxophon-Breaks, beigesteuert von Mike Terry und Thomas „Beans“ Bowles (Baritonsaxophon), Hank Cosby (Tenorsaxophon) und Teddy Buckner (Altsaxophon). Ihre saxophonbetonten Hintergrund- und Instrumentalteile hatten hohen Wiedererkennungswert. Basis waren auch James Jamersons Bassgitarre und Benny Benjamins Bassdrum, die eine Einheit bildeten. Jamerson begann bei den meisten Sessions, dann setzte das Schlagzeug ein; „wir brauchten keine Noten, denn wir wussten, wie der groove entstand“.
Typisch waren zudem der starke Gebrauch von Tamburins zur Betonung des Backbeat, hervorgehobene, oftmals melodische Bassgitarrenläufe, erkennbare Melodie- und Akkordstrukturen sowie orchestrale Geigen- und Bläsersektionen. Die Instrumente wurden oft durch Overdubbing dupliziert, häufig wurden zwei Schlagzeuge gleichzeitig bedient, mindestens drei Gitarren kamen gleichzeitig zum Einsatz. Zum Soundkonzept gehörte außerdem stampfende Perkussion, betonte Rimshottechnik der Schlagzeuge und teilweise schrille weibliche Hintergrundchöre in der Tradition des Call-and-Response-Gesangsstils. Ein wesentliches Element des Motown-Sounds war auch die zeitlich leicht versetzte Abfolge von Gesang und Begleitband, die den Songs einen treibenden Charakter verliehen.

## Motown-Labels

### Hauptlabels
- Tamla Records (1959–1988): Mainstream-R&B- und Soullabel. Bekannte Künstler: Smokey Robinson & The Miracles, Marvin Gaye und Stevie Wonder.
- Motown Records (1960 bis heute): Mainstream-R&B- und Soullabel, später auch als Hip-Hop-Label. Bekannte Künstler: Mary Wells, Diana Ross & The Supremes, The Jackson 5, Boyz II Men und Erykah Badu, Marvin Gaye
- Gordy Records (1961–1988): Mainstream-R&B- und Soullabel. Ursprünglich als Miracle Records gegründet (Motto: „If It's a Hit, It's a Miracle“), wurde der Name 1962 geändert um Verwechslungen mit der Gruppe The Miracles zu vermeiden. Das Motto von Gordy Records lautete: „It's What's in the Grooves that Counts“. Bekannte Künstler: The Temptations, Martha Reeves & the Vandellas, Rick James und DeBarge.

Die drei Label Motown, Tamla und Gordy wurden 1988 unter dem Namen Motown zusammengelegt.

### R&B- und Soul-Sublabels
- Check-Mate Records (1961–1962): R&B- und Soullabel, früher bei Chess Records. Bekannte Künstler: David Ruffin und The Del-Phis (die späteren Martha & the Vandellas).
- Soul Records (1964–1978): R&B- und Soullabel, dessen Veröffentlichungen sich weniger am Pop und dafür mehr am Blues orientierten. Bekannte Künstler: Jr. Walker & the All-Stars, Gladys Knight & the Pips und Jimmy Ruffin.
- V.I.P. Records (1964–1974): R&B- und Soullabel. Bekannte Künstler: Shorty Long, The Spinners und The Elgins.
- Mo-west Records (1971–1973): R&B- und Soullabel für Musiker von der amerikanischen Westküste. Das Label wurde geschlossen, als Motown nach Los Angeles zog. Bekannte Künstler: G. C. Cameron und Syreeta Wright.

### Labels anderer Musikrichtungen
- Divinity Records (1961–1963): Gospellabel.
- Mel-o-dy Records (1962–1965): R&B- und Soullabel, das sich später auf weiße Countrymusiker spezialisierte. Bekannte Künstler: Dorsey Burnette.
- Workshop Jazz Records (1962–1964): Jazzlabel. Bekannte Künstler: George Bohannon Trio, Four Tops.
- Rare Earth Records (1969–1976): Rocklabel für weiße Musiker, das nach der Band Rare Earth benannt wurde. Bekannte Künstler: Rare Earth, R. Dean Taylor, Stoney & Meatloaf.
- Weed Records (1969): Einzige Veröffentlichung war das 1969 erschienene Album CC Rides Again von Chris Clark. Die Namensrechte an Weed Records liegen inzwischen bei der in Tokyo und New York ansässigen Firma Wee Drecords.
- Black Forum Records (1970–1973): Label für Veröffentlichungen von Reden und Lyrik von Bürgerrechtlern und Künstlern. Bekannte Veröffentlichungen von: Martin Luther King Jr., Stokely Carmichael und Elaine Brown.
- Natural Resources Records (1972–1973, 1976, 1978–1979): Label für weiße Musiker und Instrumentalisten von 1972 bis 1973 und 1976. Von 1978 bis 1979 diente es für Wiederveröffentlichungen von Motown, Tamla und Gordy sowie Motown-Kompilationen.
- Prodigal Records (1974–1978): Rock- und Schwesterlabel von Rare Earth Records. Die Künstler von Rare Earth Records wurden nach dessen Schließung übernommen.
- Hitsville Records (1975–1977): Countrylabel. Ursprünglich als Melodyland Records gegründet, wurde der Name 1976 geändert. Bekannte Künstler: Pat Boone und T.G. Sheppard.
- Motown Latino Records (1982): Label für spanischsprachige lateinamerikanische Musiker.
- Morocco Records (1983–1984): Rocklabel für weiße Musiker, Morocco ist eine Abkürzung für Motown Rock Company. Das Label sollte das Konzept von Rare Earth Records wiederbeleben.
- Mo Jazz Records (1990er Jahre): Jazzlabel. Bekannte Künstler: Pharez Whitted, Norman Brown, Foley und J. Spencer.

## Bekannte Motown-Künstler
Eine Auswahl der erfolgreichsten und bedeutendsten Motown-Künstler, sortiert nach dem Jahrzehnt der Vertragsunterzeichnung beim Label:
1950er/1960er Jahre
- Mable John
- Marv Johnson
- Barrett Strong
- Smokey Robinson & The Miracles
- Mary Wells
- Marvin Gaye
- The Contours
- The Marvelettes
- Diana Ross & The Supremes
- The Temptations
- Martha Reeves & the Vandellas
- Jimmy Ruffin
- David Ruffin
- Stevie Wonder
- The Spinners
- Kim Weston
- Four Tops
- Brenda Holloway
- Jr. Walker & the All Stars
- Tammi Terrell
- The Isley Brothers
- Gladys Knight & the Pips
- Edwin Starr
- The Jackson Five
- Rare Earth
- Wilson Pickett

1970er/1980er Jahre
- Diana Ross
- Undisputed Truth
- Eddie Kendricks
- Syreeta
- Michael Jackson
- Thelma Houston
- Jermaine Jackson
- Smokey Robinson
- The Commodores
- Teena Marie
- Rick James
- DeBarge
- Lionel Richie

Seit 1990er Jahre
- Boyz II Men
- Shanice
- Johnny Gill
- Queen Latifah
- Erykah Badu
- 702
- 98 Degrees
- Q-Tip
- India.Arie
- Michael McDonald
- Damian Marley
- Stephen Marley
- Trick-Trick
- Nick Cannon
- Akon